# Estalvi
L'estalvi o, col·loquialment, alforro, és la diferència entre l'ingrés disponible i el consum efectuat per una persona, una empresa, una administració pública, etc. Igualment l'estalvi és la part de la renda que no es destina al consum, o part complementària del despesa.

## Classificació
L'estalvi es pot classificar en estalvi privat i en estalvi públic.
- L'estalvi privat és aquell que realitzen les organitzacions privades que no pertanyen a l'estat (bàsicament famílies, institucions sense ànim de lucre i empreses).
  - L'estalvi d'una empresa privada autònoma, equival al seu benefici menys la part d'aquest que és repartida als seus propietaris o accionistes en forma de dividends o participació en beneficis,
  - L'estalvi de les famílies és igual a la renda disponible familiar menys en consum privat ambdós venen donats per:
- L'estalvi públic ho realitza l'Estat, el qual també rep ingressos a través d'imposts i altres activitats, alhora que gasta en inversió social, en infraestructura (carreteres, ponts, escoles, hospitals, etc.), en justícia, en seguretat nacional, etc. Quan l'estat estalvia vol dir que els seus ingressos són majors que les seves despeses i es presenta un superàvit fiscal, el cas contrari conduiria a un dèficit fiscal.

## Estalvi en macroeconomia

### Estalvi nacional
L'estalvi nacional és la suma de l'estalvi públic i el privat. L'estalvi nacional ve donat per la diferència entre la renda nacional o valor del conjunt de béns produïts i el consum.

### Estalvi i política econòmica
L'estalvi es troba influït i determinat per les polítiques econòmiques que segueixi un Estat (aquest pot afectar les taxes d'interès i altres variables que afecten l'estalvi). Els canvis en la taxa d'interès, per exemple, poden fer que els estalviadors s'asseuen motivats o desmotivats a estalviar. Un augment en les taxes d'interès pot fer que els estalviadors tinguin més raons per a disminuir la seva consum i estalviar, o bé pot tenir l'efecte oposat. A iguals nivells d'ingrés, depèn de dos efectes coneguts com a efecte ingrés i efecte substitució. Així com l'augment de les taxes d'interès pot incentivar als estalviadors a consumir menys per a estalviar més, pot succeir que, en ser major el rendiment de l'estalvi, es pugui complir la meta d'acumulació prevista destinant una porció major de l'ingrés al consum present. Aquesta alça en les taxes d'interès es pot deure, per exemple, a les formes que el govern obté els recursos per a les seves activitats. Si el govern decideix manllevar recursos al sistema financer en una quantitat important, les taxes d'interès pujaran.